# Lp空間
数学の分野における Lp 空間（エルピーくうかん、英: Lp space）とは、有限次元ベクトル空間に対する p-ノルムの自然な一般化を用いることで定義される関数空間である。アンリ・ルベーグの名にちなんでルベーグ空間としばしば呼ばれる が、Bourbaki (1987) によると初めて導入されたのは Riesz (1910) とされている。Lp 空間は関数解析学におけるバナッハ空間や、線型位相空間の重要なクラスを形成する。物理学や統計学、金融、工学など様々な分野で応用されている。

## 有限次元におけるp-ノルム
n-次元実数ベクトル空間 Rn 内のベクトル x ≔ (x1, x2, …, xn) の長さは、通常、次のユークリッドノルム {\displaystyle \|x\|_{2}:={\sqrt {x_{1}^{2}+x_{2}^{2}+\dotsb +x_{n}^{2}}}} で与えられる。

異なる p-ノルムにおける単位円の図（原点から各単位円へのすべてのベクトルの長さは、対応する p の長さの公式で計算して、1 である）。

p = 3/2-ノルムにおける単位円（スーパー楕円）

二つの点 x と y との間のユークリッド距離は、それらの間に引かれる直線の長さ {\textstyle \|x-y\|_{2}} である。しかし多くの場合、ユークリッド距離は与えられた空間における実際の距離を認識する上で不十分である。例えば、マンハッタンのタクシー運転手は彼らの目的地までの直線の長さよりも、互いに垂直あるいは平行な道路について考慮したマンハッタン距離を測るべきであろう。p-ノルムの類は、これらの例を一般化するものであり、数学や物理学、計算機科学などの多くの場面において応用されるものである。

### 定義
実数 p ≥ 1 に対して、x の p-ノルム（p-乗平均ノルム）あるいは Lp-ノルムは次で定義される：
{\displaystyle \|x\|_{p}:={\Bigl (}|x_{1}|^{p}+|x_{2}|^{p}+\dotsb +|x_{n}|^{p}{\Big )}^{\!1/p}.}
この語法のもとでは、上述のユークリッドノルムは 2-ノルム、マンハッタン距離は 1-ノルムと呼ぶことができる。
L∞-ノルム、最大値ノルム（あるいは一様ノルム）は、{\textstyle p\to \infty } に対する Lp-ノルムの極限として、{\displaystyle \|x\|_{\infty }:=\max\{|x_{1}|,|x_{2}|,\dotsc ,|x_{n}|\}} と定められる（これはチェビシェフ距離である）。
任意の p ≥ 1 に対し、上で定義された p-ノルムおよび最大ノルムは、実際「距離関数」（あるいはノルム）の性質を満たす。すなわち、次を満たす：
- 長さゼロとなるのは、ゼロベクトルのみである；
- ベクトルの長さはスカラー倍に対して正の斉次性を持つ；
- 二つのベクトルの和の長さは、それらのベクトルの長さの和よりも小さい（三角不等式）。

抽象的に言えば、このことは p-ノルムを備える Rn はバナッハ空間であることを意味する。このバナッハ空間が Rn 上の Lp-空間である（後述）。

#### p-ノルムの間の関係
一般にマンハッタン距離が直線距離より短くならないことは直観的に明らかである。正確に述べれば、これは任意のベクトルのユークリッドノルムがその 1-ノルムで抑えられること、すなわち
{\displaystyle \|x\|_{2}\leq \|x\|_{1}}
を意味する。これは、任意のベクトル x の p-ノルム {\textstyle \|x\|_{p}} は p に関して増大しないこと、すなわち次が成り立つことに一般化可能：
{\displaystyle \|x\|_{p+a}\leq \|x\|_{p}\quad \forall \ x\in \mathbb {R} ^{N}\ \forall \ p\in [1,\infty )\ \forall \ a\in [0,\infty ).}
逆方向の不等式については、1-ノルムと 2-ノルムの間に次の関係が成立することも知られている：
{\displaystyle \|x\|_{1}\leq {\sqrt {n}}\|x\|_{2}.}
この不等式はベースとするベクトル空間の次元 n に依存する。コーシー＝シュワルツの不等式より直接的に従う。一般に p > r > 0 に対して
{\displaystyle \|x\|_{p}\leq \|x\|_{r}\leq n^{(1/r-1/p)}\|x\|_{p}}
が成り立つ。右側の不等式は、凸関数 {\displaystyle t\mapsto t^{p/r}} についてイェンセンの不等式を用いることで示される。

### 0<p<1 の場合
n > 1 のときの Rn において、0 < p < 1 に対して上と同じ式 {\displaystyle \ \|x\|_{p}=(|x_{1}|^{p}+|x_{2}|^{p}+\dotsb +|x_{n}|^{p})^{1/p}} は絶対斉次的だが劣加法的とはならないため、これを用いたのではノルムを定義できない（F-ノルムにもならない）。そこで式を修正して {\displaystyle \|x\|_{p}:=|x_{1}|^{p}+|x_{2}|^{p}+\dotsb +|x_{n}|^{p}} を定義とすると F-ノルムの意味での「ノルム」が定まる（p-乗ノルム）。この修正によって斉次性は失われるが、これは劣加法的であって、特に {\displaystyle d_{p}(x,y):=\|x-y\|_{p}=\sum _{i=1}^{n}|x_{i}-y_{i}|^{p}} は距離を定める。この距離空間 (Rn, dp) を通例 ℓ p
n  で表す: {\displaystyle l_{n}^{p}:=(\mathbb {R} ^{n},d_{p}).}

p = 2/3 距離における単位円であるアステロイド

この距離に関して、原点を中心とする p-単位球 B p
n  は見掛け上「凹」であるが、距離 dp により Rn 上で定義される位相は、Rn の通常のベクトル空間の位相と同相になるので、ℓ p
n  は局所凸位相ベクトル空間である。このような定性的な説明を踏まえて、どのくらい ℓ p
n  の凸性が落ちているかを定量的に測る量 Cp(n) が、p-単位球を定数倍した C⋅B p
n  が B p
n  の凸包（これは B 1
n  と等しい）を含むような最小の定数 C として与えられる。Cp(n) = n1/p−1 が（固定された p < 1 に対し）n が無限大へ向かうとともに発散するという事実は、以下で定義されるような無限次元数列空間 ℓp がもはや局所凸でない事実を反映している。

### p= 0 の場合
p = 0 に対しては、（有限次元の場合の例ではないが）l0-ノルムと呼ばれるものと、もう一つ l0-「ノルム」と呼ばれるものがある。
l0-ノルムの数学的な定義は、バナッハの著書 Theory of Linear Operations で確立された。数列空間 l0 は、無限列全体の成す無限次元空間で F-ノルム
{\displaystyle (x_{n})\mapsto \sum _{n}{2^{-n}|x_{n}| \over 1+|x_{n}|}}
によって与えられる完備距離位相を持つ（このことは Stefan Rolewicz の著書 Metric Linear Spaces で論じられている）。この意味での l0-ノルム空間は、関数解析学や確率論、調和解析などの分野で研究されている。
もう一つのほうはデヴィッド・ドノホが l0-「ノルム」と呼んだもので、ベクトル x の非ゼロ成分の数を返すものである。00 = 0 と定義するならば、各元 x の l0「ノルム」の値は
{\displaystyle |x_{1}|^{0}+|x_{2}|^{0}+\dotsb +|x_{n}|^{0}}
に等しく、即ち Rn において（0 < p < 1 なる）p ノルムの p ↓ 0 とした極限と見ることができるので、—これは斉次的でないから真のノルムではないけれども—用語の濫用により単に "0-ノルム" のように呼ぶ数学者も少なくない。これら性質の欠落によってノルムとはならないにも拘らず、この非ゼロ成分を数え上げる「ノルム」は計算科学や情報理論、統計学 - 特に信号処理における圧縮センシングや計算的調和解析において、用いられている。

## 可算無限次元におけるp-ノルム
p-ノルムは、無限個の成分を含むベクトルに対して拡張することが出来、このことが空間 {\textstyle \ell ^{p}} を導く。この空間は特別な場合として、次を含む：
- {\textstyle \ell ^{1}}: 級数が絶対収束するような数列の空間；
- {\textstyle \ell ^{2}}: 二乗総和可能な数列の空間で、ヒルベルト空間でもある；
- {\textstyle \ell ^{\infty }}: 有界数列の空間。

数列空間は、加法およびスカラー倍を座標ごとに適用することで、自然なベクトル空間を構成する。具体的に、{\textstyle x=(x_{1},x_{2},\dotsc ,x_{n},x_{n+1},\dotsc )=(x_{n})} を実数あるいは複素数の無限数列としたとき、ベクトルの和は
{\displaystyle (x_{n})+(y_{n}):=(x_{n}+y_{n}),\ {\text{i.e., }}(x_{1},x_{2},\dotsc ,x_{n},x_{n+1},\dotsc )+(y_{1},y_{2},\dotsc ,y_{n},y_{n+1},\dotsc ):=(x_{1}+y_{1},x_{2}+y_{2},\dotsc ,x_{n}+y_{n},x_{n+1}+y_{n+1},\dotsc )}
で定義され、スカラー倍は
{\displaystyle \lambda (x_{n}):=(\lambda x_{n}),{\text{ i.e., }}\lambda (x_{1},x_{2},\dotsc ,x_{n},x_{n+1},\dotsc ):=(\lambda x_{1},\lambda x_{2},\dotsc ,\lambda x_{n},\lambda x_{n+1},\dotsc )}
で定義される。
p-ノルムを
{\displaystyle \|x\|_{p}:=\left(|x_{1}|^{p}+|x_{2}|^{p}+\dotsb +|x_{n}|^{p}+|x_{n+1}|^{p}+\dotsb \right)^{1/p}}
で定義する。
ここで、右辺の級数は必ずしも収束するわけではないという問題が生じる。例えば、1 のみからなる列 (1, 1, 1, …) の p-ノルム（長さ）はすべての有限な p ≥ 1 に対して無限大となる。このことを踏まえて、空間 ℓp は p-ノルムが有限であるような、実数あるいは複素数の無限数列すべてからなる集合として定義される。
p が増加するにつれて、集合 ℓp は大きくなることが確かめられる。例えば、数列
{\displaystyle {\Big (}1,{\frac {1}{2}},\dotsc ,{\frac {1}{n}},{\frac {1}{n+1}},\dotsc {\Big )}}
は ℓ1 には含まれないが、p > 1 であるような ℓp には含まれる。なぜならば、級数 
{\displaystyle 1^{p}+{\frac {1}{2^{p}}}+\dotsb +{\frac {1}{n^{p}}}+{\frac {1}{(n+1)^{p}}}+\dotsb }
は p = 1 （調和級数）に対しては発散するが、p > 1 に対しては収束するからである。
∞-ノルムは上限を使うことで次のように定義できる：
{\displaystyle \ \|x\|_{\infty }:=\sup\{|x_{1}|,|x_{2}|,\dotsc ,|x_{n}|,|x_{n+1}|,\dotsc \}.}
そして対応する有界数列の空間 ℓ∞ も定義できる。によると、
{\displaystyle \ \|x\|_{\infty }=\lim _{p\to \infty }\|x\|_{p}}
は、右辺が有限であるか左辺が無限である場合に成立することが分かる。以上より、1 ≤ p ≤ ∞ に対して ℓp 空間を考えることが出来る。
ℓp について定義される p-ノルムは実際にノルムであり、このノルムの下で ℓp はバナッハ空間となる。より完全に一般的な Lp 空間は、後述のように、ベクトルが有限あるいは可算個の成分を含む場合のみならず、「任意に多くの成分」として無限個の成分を含むような場合、すなわち函数である場合を考えることで得られる。そこでは p-ノルムを定義する上で、和の代わりに積分が用いられる。

## Lp空間
1 ≤ p < ∞ とし、(S, Σ, μ) を測度空間とする。絶対値の p 乗の積分が有界であるような、S から C（または R）への可測函数の集合を考える。すなわち、
{\displaystyle \|f\|_{p}:={\Big (}\int _{S}|f|^{p}\,d\mu {\Big )}^{1/p}<\infty }
であるような可測函数の集合を考える。
そのような函数の集合は、以下の自然な作用によりベクトル空間を構成する：
{\displaystyle (f+g)(x):=f(x)+g(x){\text{ and }}(\lambda f)(x):=\lambda f(x)}
ここで λ は任意のスカラーである。
二つの p 乗可積分函数の和が再び p 乗可積分となることは、不等式 |f + g|p ≤ 2p-1 (|f|p + |g|p) より従う。実際、ミンコフスキーの不等式より、‖ • ‖p については三角不等式が成立することも従う。したがって p 乗可積分函数の集合は、函数 ‖ • ‖p を備える半ノルムベクトル空間であり、{\textstyle {\mathcal {L}}^{p}(S,\mu )} と表記される。
この空間は標準的な方法でノルムベクトル空間へと変えられる。すなわち、‖ • ‖p の核についての商空間を考えればよい。任意の可測函数 f に対して ‖ f ‖p = 0 であるための必要分条件は殆ど至る所 f = 0 であることなので、‖ • ‖p の核は p に依存しない。すなわち、
{\displaystyle N\equiv \mathrm {ker} (\|\cdot \|_{p})=\{f:f=0\ \mu {\text{-almost everywhere}}\}}
である。
そのような商空間では、二つの函数 f と g に対してほとんど至る所で f = g が成り立つのであれば、それらは等しいものとされる。以上の定義より、得られるノルムベクトル空間は
{\displaystyle L^{p}(S,\mu )\equiv {\mathcal {L}}^{p}(S,\mu )/N}
である。
p = ∞ の場合、空間 L∞(S, μ) は次の様に定義される。本質的に有界、すなわち測度ゼロの集合上を除いて有界であるような、S から C（または R）への可測函数の集合を考える。 その集合内の二つの函数は、上述と同様に、ほとんど至る所で等しいのであれば、等しいものとされる。その集合を L∞(S, μ) と表す。L∞(S, μ) に含まれる f に対して、その本質的上限が適切なノルムを与える：
{\displaystyle \|f\|_{\infty }\equiv \inf\{C\geq 0:|f(x)|\leq C{\mbox{ for almost every }}x\}.}
上述と同様に、ある q < ∞ に対して f ∈ L∞(S, μ) ∩ Lq(S, μ) であるなら
{\displaystyle \|f\|_{\infty }=\lim _{p\to \infty }\|f\|_{p}}
が成立する。
1 ≤ p ≤ ∞ の場合、Lp(S, μ) はバナッハ空間である。Lp が完備であることはしばしばリース＝フィッシャーの定理として述べられている。完備性はルベーグ積分に対する収束定理を用いることで確かめられる。
測度空間 S を特に注意する必要が無い場合、Lp(S, μ) は Lp(μ) や Lp と略記される。上述の定義はボホナー空間へと一般化される。

### 特別な場合
p = 2 の時、空間 ℓ2 のように、空間 L2 はそのクラスの内ただ一つのヒルベルト空間となる。複素数の場合 L2 上の内積は
{\displaystyle \langle f,g\rangle =\int _{S}f(x){\overline {g(x)}}\,\mathrm {d} \mu (x)}
と定義される。この付加的な内積構造はより豊富な理論を提供し、例えばフーリエ解析や量子力学への応用例も存在する。L2 に属する函数はしばしば自乗可積分函数、二乗可積分函数あるいは二乗総和可能函数などと呼ばれる。しかしこれらの語は、例えばリーマン積分の意味でのような、他の意味で自乗可積分であるような場合にも用いられる。
複素数値函数を扱う場合、空間 L∞ は点別の乗法と共役を備える可換なC*-環である。シグマ有限であるものも含む多くの測度空間に対して、その空間は実際に可換なフォン・ノイマン環である。L∞ の元は、乗法による任意の Lp 空間上の有界作用素である。
ℓp 空間（1 ≤ p ≤ ∞）は、S が正の整数の集合 N で測度 μ が N 上の数え上げ測度であるような、Lp 空間の特別な場合である。より一般的に、数え上げ測度を備える任意の集合 S を考えるとき、Lp 空間は ℓp(S) と表記される。例えば、空間 ℓp(Z) は整数により添え字付けられた数列の集合であるが、そのような空間上に p-ノルムを定義する場合、そのすべての整数（添字）に渡って和を取ることになる。n 個の元を含む集合を n としたとき、空間 ℓp(n) は上述のように定義された p-ノルムを備える空間 Rn である。ヒルベルト空間がそうであるように、すべての L2 は適切な空間 ℓ2(I) と線型等長である。ここで集合 I の濃度は、この特定の L2 の任意のヒルベルト基底の濃度と等しい。

## Lp空間の性質

### 双対空間
1 < p < ∞ の場合、Lp(μ) の双対空間（すべての連続線型汎関数からなる空間）は、1/p + 1/q = 1 を満たすような q に対する Lq(μ) への自然な同型を持つ。それは g ∈ Lq(μ) を
{\displaystyle \kappa _{p}(g)\colon f\in L^{p}(\mu )\mapsto \int fg\,d\mu }
で定義される汎関数 κp(g) ∈ Lp(μ)∗ へと関連付ける。
ヘルダーの不等式より、κp(g) は well-defined であることと連続であることが従う。写像 κp は Lq(μ) から Lp(μ)∗ への線型写像で、ヘルダーの不等式の例外的な場合により等長写像であることが分かる。また、任意の G ∈ Lp(μ)∗ もこの方法で表現されること、すなわち κp は全射であることも、（例えばラドン＝ニコディムの定理を用いて）証明することが出来る。κp は全射かつ等長なので、バナッハ空間の同型写像である。この（等長）同型性を念頭に置くと、Lq 「が」Lp の双対であると言うことは自然であろう。
1 < p < ∞ の場合、空間 Lp(μ) は回帰的である。κp を上述のような写像とし、κq を対応する Lp(μ) から Lq(μ)* の上への線型等長写像とする。Lp(μ) から Lp(μ)** への写像
{\displaystyle j_{p}\colon L^{p}(\mu ){\stackrel {\kappa _{q}}{{}\to {}}}L^{q}(\mu )^{*}\;{\xrightarrow {\;(\kappa _{p}^{-1})^{*}\;}}\;L^{p}(\mu )^{**}}
が、κq を κp の逆の転置（あるいは共役）と合成することにより得られるが、これは Lp(μ) の第二共役への標準埋め込み J と一致する。さらに、写像 jp は二つの全射等長写像の合成として全射であり、このことによって回帰性は示される。
S 上の測度 μ が σ-有限であるなら、L1(μ) の双対は L∞(μ) への等長同型（より正確には、p = 1 に対応する写像 κ1 が L∞(μ) から L1(μ)∗ の上への等長写像）である。
L∞ の双対についてはより微妙である。(L∞(μ))∗ の元は、μ について絶対連続であるような、S 上の有界な符号付き有限加法的測度と一致する。詳細についてはba空間を参照されたい。選択公理を仮定すれば、この空間はいくつかの自明な場合を除いて L1(μ) よりも大きい。しかし、ℓ∞ の双対は ℓ1 であるような、ツェルメロ＝フランケルの集合論の拡張も存在する。これはシェラハによる結果で、エリック・シュヒターの著書 Handbook of Analysis and its Foundations で論じられている。

### 埋め込み
口語的に言うと、1 ≤ p < q ≤ ∞ であるなら、Lp(S, μ) はより局所特異的な函数を含むものであるし、Lq(S, μ) の元はより拡大されたものである。半直線 (0, ∞) 上のルベーグ測度を考える。L1 に属する連続関数は 0 の近くで爆発するかも知れないが、無限大に向かって十分早く減衰するものである必要がある。一方、L∞ に属する連続函数は必ずしも減衰する必要はないが、爆発することは許されない。そのことを正確に述べたのが、次の技術的結果である：
1. 0 ≤ p < q ≤ ∞ とする。Lq(S, μ) が Lp(S, μ) に含まれるための必要十分条件は、S が任意に大きい測度の集合を含まないことである。
2. 0 ≤ p < q ≤ ∞ とする。Lp(S, μ) が Lq(S, μ) に含まれるための必要十分条件は、S が任意に小さい非ゼロ測度の集合を含まないことである。

特に、その領域 S が有限測度を持つなら、（イェンゼンの不等式による）評価式
{\displaystyle \|f\|_{p}\leq \mu (S)^{{\frac {1}{p}}-{\frac {1}{q}}}\|f\|_{q}}
は、空間 Lq が Lp への連続的埋め込みであることを意味する。すなわち、恒等作用素は Lq から Lp への有界線型写像である。上の評価式に現れる定数は、恒等作用素 I : Lq(S, μ) → Lp(S, μ) の作用素ノルムがちょうど
{\displaystyle \|I\|_{q,p}=\mu (S)^{{\frac {1}{p}}-{\frac {1}{q}}}}
であるという意味で、最適なものである。上の評価式の等号は、f = 1 がほとんど全ての [μ] で成り立つ時に成立する。

### 稠密な部分空間
この節では 1 ≤ p < ∞ を仮定する。
(S, Σ, μ) を測度空間とする。S 上の可積分単関数 f は
{\displaystyle f=\sum _{j=1}^{n}a_{j}\mathbf {1} _{A_{j}}}
の形式で記述される。ここで、j = 1, …, n に対し、aj はスカラーであり Aj ∈ Σ は有限測度を持つ。積分の構成法により、可積分単関数のベクトル空間は Lp(S, Σ, μ) において稠密であることが分かる。
S が距離化可能空間で Σ がそのボレル σ-代数、すなわち開集合を含む S の部分集合の最小の σ-代数である場合には、さらに多くのことが分かる。
V ⊂ S を μ(V) < ∞ であるような開集合とする。V に含まれるすべてのボレル集合 A ∈ Σ およびすべての ε > 0 に対して、次を満たす閉集合 F と開集合 U が存在することが分かる：
{\displaystyle F\subset A\subset U\subset V{\text{ and }}\mu (U)-\mu (F)=\mu (U\setminus F)<\varepsilon .}
S 上で連続な φ で次を満たすようなものが存在することが分かる：
{\displaystyle 0\leq \varphi \leq \mathbf {1} _{V}{\text{ and }}\int _{S}|\mathbf {1} _{A}-\varphi |\,d\mu <\varepsilon .}
S が有限測度を持つ開集合の増加列 (Vn) により覆われるなら、p-可積分な連続函数の空間は Lp(S, Σ, μ) において稠密である。より正確には、その開集合 Vn のどれか一つの外側で消失する有界連続函数を利用することが出来る。
これは特に S = Rd かつ μ がルベーグ測度であるときに応用される。連続かつコンパクトな台を持つ函数の空間は Lp(Rd) において稠密である。同様に、可積分階段函数の空間も Lp(Rd) において稠密である。この空間は、d = 1 の時は有界区間の、d = 2 の時は有界長方形領域の、より一般的な場合には各有界区間の積の、指示関数により張られる線形部分空間である。Lp(Rd) 内の一般的な函数の性質は、はじめは連続かつコンパクトな台を持つ函数（しばしば階段函数）について証明され、そののちにすべての函数へと拡張された。例えば、平行移動（translation）が次の意味で Lp(Rd) 上で連続であることが、この方法で示された：すべての f ∈  Lp(Rd) に対し
{\displaystyle \|\tau _{t}f-f\|_{p}\rightarrow 0}
が、t ∈ Rd が 0 へ向かう時に成立する。ここで {\textstyle \tau _{t}f} は {\textstyle (\tau _{t}f)(x):=f(x-t)} と定義される平行移動された函数である。

## 応用
Lp 空間は、数学およびその応用分野において幅広く用いられている。

### ハウスドルフ＝ヤングの不等式
実数直線（resp. 周期函数）に関するフーリエ変換（resp. フーリエ級数）は、1 ≤ p ≤ 2 および 1/p + 1/q = 1 を満たす p, q に対して、Lp(R) を Lq(R) に（resp. Lp(T) を　ℓq に）写す。これはリース＝ソリンの定理の帰結で、ハウスドルフ＝ヤングの不等式により確かめられる。
対照的に、p > 2 の場合、そのようなフーリエ変換は Lq への写像ではない。

### ヒルベルト空間
ヒルベルト空間は、量子力学から確率解析学に至るまで、多くの応用の中核をなすものである。空間 L2 および ℓ2 はいずれもヒルベルト空間である。実際、ヒルベルト基底を選ぶことにより、すべてのヒルベルト空間は ℓ2(E) と等長であることが分かる。但し E は適当な濃度の集合とする。

### 統計学
統計学において、平均値や中間値、標準偏差のような中心的傾向や統計的ばらつきの尺度は、Lp の距離に関して定義される。そして中心的傾向の尺度は、変分問題の解として特徴付けられる。

## 0 <p< 1の場合のLp空間
(S, Σ, μ) を測度空間とする。0 < p < 1 のとき、上で既に述べた通り Lp(μ) を定義することができて、それは {\displaystyle N_{p}(f)=\int _{S}|f|^{p}\,d\mu <\infty } を満たすような可測関数 f 全体の成すベクトル空間である。
上でやったのと同様に p-ノルム ‖ f ‖p ≔ Np(f)1/p を導入しようとするのだけれども、いまの場合 ‖ • ‖p は三角不等式を満たさず、したがって準ノルムを定めるにとどまる。a ≥ 0 および b ≥ 0 に対して不等式 (a + b)p ≤ ap + bp が成り立つことから、
{\displaystyle N_{p}(f+g)\leq N_{p}(f)+N_{p}(g)}
が得られ、したがって函数
{\displaystyle d_{p}(f,g)=N_{p}(f-g)=\|f-g\|_{p}^{p}}
は Lp(μ) 上の距離となる。この結果として得られる距離空間は完備である。その証明は、有名な p ≥ 1 の場合に対するものと同様である。
この設定のもとで Lp は逆ミンコフスキー不等式
{\displaystyle {\bigl \|}\,|u|+|v|\,{\bigr \|}_{p}\geq \|u\|_{p}+\|v\|_{p}}
を Lp 内の u と v に対して満たす。この結果は、クラークソンの不等式の証明に用いることが出来る。すると、そのクラークソンの不等式を使って、1 < p < ∞ に対する空間 Lp の一様凸性を証明することが出来る。
0 < p < 1 の場合、空間 Lp はF-空間である。すなわちその空間は、完全な平行移動不変な距離を許すもので、その距離に関してベクトル空間の作用は連続である。それはまた、p ≥ 1 の場合のように、局所有界であり、F-空間の典型的な例となっている。合理的なほとんどの測度空間に対して、F-空間は局所凸ではない。ℓp あるいは Lp([0, 1]) において、0 函数を含むようなすべての開凸集合は p-準ノルムについて非有界である。したがって、0 ベクトルは凸近傍の基本系を備えるものではない。特にこの事実は、測度空間 S が互いに素な有限の正測度の集合の無限の族を含む場合、真である。
Lp([0, 1]) に含まれる唯一つの空でない凸開集合は、全空間である。したがって特に、Lp([0, 1]) 上のゼロでない線型汎函数は存在しないことになる。すなわち、その双対空間はゼロ空間である。自然数に関する数え上げ測度の場合、数列空間 Lp(μ) = ℓp を考えることとなり、ℓp 上の有界線型汎函数はまさしく ℓ1 上で有界であるようなもので、したがってそれらは ℓ∞ 内の列で与えられる。確かに ℓp は非自明な凸開集合を含むものであるが、それらは位相の基底を与えるために十分なほどではない。
解析を行うことを目的とする上で、線型汎函数が存在しないという状況は全く望まれないものである。Rn 上のルベーグ測度の場合、0 < p < 1 に対する Lp よりも、可能であればハーディ空間 Hp について考える方が一般的である。なぜならばそのハーディ空間には、線型汎函数が多く存在するからである。それらは、各点を区別する上で十分なほどである。しかし、p < 1 の場合、Hp に対してもハーン-バナッハの定理は成立しない。

### 可測関数の空間L0
(S, Σ, μ) 上の可測関数の（同値類の）ベクトル空間は、L0(S, Σ, μ) と表記される。定義より、それは全ての Lp を含み、測度収束の位相を備える。μ が確率測度であるとき（すなわち、μ(S) = 1 であるとき）、この種の収束は確率収束と呼ばれる。μ が有限であるとき、その表現はより簡単になる。
μ が (S, Σ) 上の有限測度であるなら、0 函数は測度収束に対して次の基本近傍系を許す：
{\displaystyle V_{\varepsilon }={\Bigl \{}f:\mu {\bigl (}\{x:|f(x)|>\varepsilon \}{\bigr )}<\varepsilon {\Bigr \}},\ \ \varepsilon >0.}
その位相は
{\displaystyle d(f,g)=\int _{S}\varphi {\bigl (}|f(x)-g(x)|{\bigr )}\,\mathrm {d} \mu (x)}
の形状を取る任意の距離 d によって定義することが出来る。ただし φ は [0, ∞) 上で有界、連続、凹かつ非減少で、φ(0) = 0 および φ(t) > 0を t > 0 に対して満たす函数である（例として、φ(t) = min(t, 1) が挙げられる）。そのような距離は、L0 に対するレヴィ距離と呼ばれる。この距離の下で、空間 L0 は完備である（そしてそれは再び、F-空間である）。一般的には L0 は局所有界ではなく、局所凸でもない。
Rn 上の無限ルベーグ測度 λ に対して、基本近傍系の定義は次のように修正することも出来る。
{\displaystyle W_{\varepsilon }=\left\{f:\lambda \left(\left\{x:|f(x)|>\varepsilon \ {\text{and}}\ |x|<{\frac {1}{\varepsilon }}\right\}\right)<\varepsilon \right\}}
結果として得られる空間 L0(Rn, λ) は、任意の正の λ-可積分密度 g に対して、位相ベクトル空間として L0(Rn, g(x) dλ(x)) と一致する。

## 弱Lp空間
(S, Σ, μ) を測度空間とし、f を S 上の実あるいは複素数値可測函数とする。任意の t > 0 に対する f の分布函数は、
{\displaystyle \lambda _{f}(t)=\mu \left\{x\in S\mid |f(x)|>t\right\}}
と定義される。
1 ≤ p < ∞ であるようなある p に対して、f が Lp(S, μ) に含まれるなら、マルコフの不等式より
{\displaystyle \lambda _{f}(t)\leq {\frac {\|f\|_{p}^{p}}{t^{p}}}}
が得られる。
函数 f は、全ての t > 0 に対して
{\displaystyle \lambda _{f}(t)\leq {\frac {C^{p}}{t^{p}}}}
であるような正定数 C > 0 が存在するとき、弱 Lp(S, μ) 空間に属する、あるいは Lp,w(S, μ) に属すると言われる。
この不等式に対する最良の定数によって、f の Lp,w-ノルムが与えられる。すなわち、
{\displaystyle \|f\|_{p,w}=\sup _{t>0}~t\lambda _{f}^{\frac {1}{p}}(t)}
が与えられる。
弱 Lp 空間はローレンツ空間 Lp,∞ と一致するため、それらを表すためにこの Lp,∞ の記号が用いられることもある。
Lp,w-ノルムは、三角不等式を満たさないので、真のノルムではない。しかし、Lp(S, μ) に属する f に対して
{\displaystyle \|f\|_{p,w}\leq \|f\|_{p}}
が成立し、特に Lp(S, μ) ⊂ Lp,w(S, μ) が成立する。二つの関数が一致するとは μ に関してほとんど至る所でそれらが一致することであるという慣例の下で、空間 Lp,w は完備である。
任意の 0 < r < p に対して、式
{\displaystyle |||f|||_{L^{p,\infty }}=\sup _{0<\mu (E)<\infty }\mu (E)^{-{\frac {1}{r}}+{\frac {1}{p}}}\left(\int _{E}|f|^{r}\,d\mu \right)^{\frac {1}{r}}}
は Lp,w-ノルムと比較可能である。さらに、p > 1 の場合、r = 1 であるならこの式はノルムを定める。したがって p > 1 に対して、弱 Lp 空間はバナッハ空間である。
Lp,w-空間を利用した主要な結果の一つに、
マルチンキェヴィチの補間定理がある。それは、調和解析や特異積分の研究に幅広く応用されている。

## 重み付きLp空間
再び、測度空間 (S, Σ, μ) を考える。{\textstyle w\colon S\to [0,+\infty )} をある可測函数とする。w で重み付けられた Lp 空間は、Lp(S, w dμ) と定義される。ここで、w dμ は
{\displaystyle \nu (A)\equiv \int _{A}w(x)\,d\mu (x),\quad (A\in \Sigma )}
あるいは、ラドン＝ニコディム微分
{\displaystyle \ w={\frac {d\nu }{d\mu }}}
について定義される測度 ν を意味する。
Lp(S, w dμ) のノルムは、陽的には
{\displaystyle \|u\|_{L^{p}(S,w\,d\mu )}\equiv \left(\int _{S}w(x)|u(x)|^{p}\,d\mu (x)\right)^{\frac {1}{p}}}
と与えられる。Lp(S, w dμ) と Lp(S, dν) は等しいため、Lp-空間としての重み付けられた空間には特に変わった点は無い。しかし、それらは調和解析におけるいくつかの結果に対する基本的な構成要素である。それらは例えばミュッケンハウプトの定理に現れる：1 < p < ∞ に対して、古典的なヒルベルト変換は Lp(T, λ) 上で定義される。ただし T は単位円板を表し λ はルベーグ測度を表す。（非線型）ハーディ＝リトルウッドの極大作用素は Lp(Rn, λ) 上で有界である。ミュッケンハウプトの定理は、ヒルベルト変換が Lp(T, w dλ) 上で有界であり、また極大作用素が Lp(Rn, w dλ) 上で有界であるような重み w について述べている。

## 多様体上のLp空間
多様体上にも空間 {\textstyle L^{p}(M)} を定義することが出来、それはその多様体の内的 Lp 空間と呼ばれる。定義の際には、多様体上の密度を用いる。

## 注